# Флаг Фрянова
Флаг Фря́ново — официальный символ городского поселения Фряново Щёлковского муниципального района Московской области Российской Федерации.
Флаг утверждён 10 октября 2008 года и внесён в Государственный геральдический регистр Российской Федерации под номером 4535.
Флаг муниципального образования городское поселение Фряново составлен на основании герба городского поселения Фряново по правилам и соответствующим традициям вексиллологии и отражает исторические, культурные, социально-экономические, национальные и иные местные традиции.

## Описание
«Прямоугольное полотнище с отношением ширины к длине 2:3, состоящее из четырёх равных частей: красных (вверху у древка и внизу у свободного края) и белых, с изображением фигур герба поселения: ткацкого челнока поверх деления красного в белых частях и белого в красных и двух зелёных елей в белых частях».

## Обоснование символики
Основной фигурой флага является ткацкий челнок в знак того, что Фряново издавна славился прядильно-ткацким производством, основанном в 1735 году и фряновскими мастерами, изготовлявшими ткацкие изделия.
Ели аллегорически показывают природно-географическое расположение поселения на холмах по живописным берегам мелководных речек Киленка и Ширенка в окружении хвойных и смешанных лесов Фряновского и Аксёновского лесничеств и полями АСХО «Фряновское».
Зелёный цвет символизирует жизнь, изобилие, возрождение.
Переменные цвета поля показывают многократно изменяющий профиль ткацких производств: шёлковая мануфактура, шерстопрядение, камвольно-прядильное, трикотажное.
Красный цвет символизирует труд, жизнеутверждающую силу, мужество, праздник, красоту.
Белый цвет (серебро) — изначальный цвет ткани, подчёркивает качество изделий фряновской мануфактуры.
Белый цвет (серебро) — символ совершенства, благородства, чистоты, веры, мира.